# 入明駅
入明駅（いりあけえき）は、高知県高知市幸町にある、四国旅客鉄道（JR四国）土讃線の駅である。駅番号はK01。

## 概要
隣の円行寺口駅との駅間距離は約800 mしかなく、気動車列車用旅客駅として開業したこともあって、1980年9月までは当駅と円行寺口駅に連続して停車する列車は下り1本しかなかった。現在はすべての普通列車が停車する。

## 歴史
- 1961年（昭和36年）12月15日：日本国有鉄道の駅として開業[2][3]。気動車の旅客のみを取り扱う駅員無配置駅[4]。
- 1987年（昭和62年）4月1日：国鉄分割民営化によりJR四国の駅となる[2]。
- 2008年（平成20年）2月26日：土讃線高架化が完成し、高架駅となる。
- 2020年（令和2年）7月3日：愛称名「志の龍馬駅」を設定し、「志の龍馬像」を設置[5]。

## 駅構造
単式1面1線のホームを持つ無人駅。ホームは非常に狭いため、接触事故には注意が必要である。ホームと地上との間にはエレベーターが設置されたほか、高架駅になってしばらくして便所も設置された。

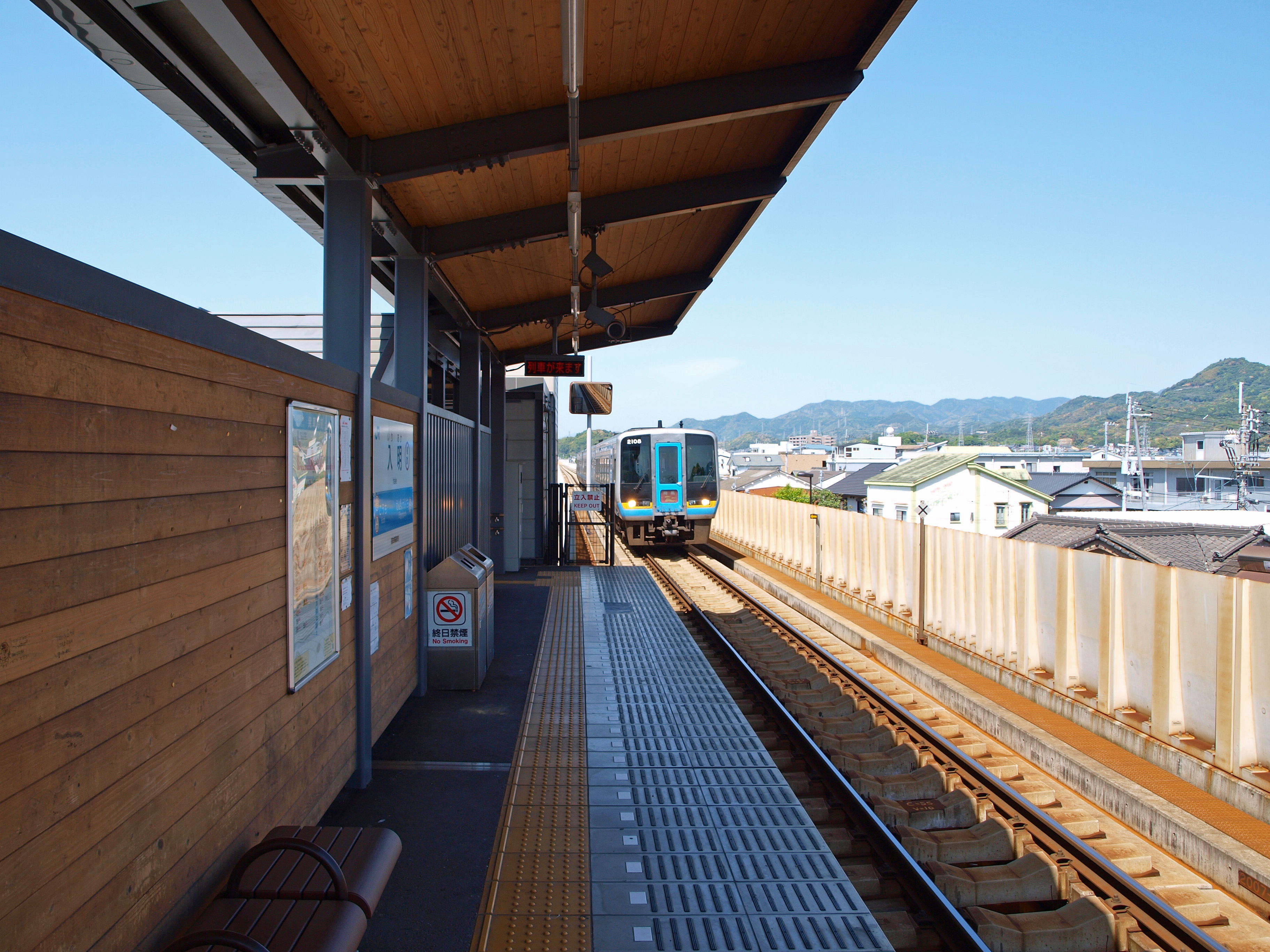
ホーム（2010年5月）

## 駅周辺
高知市の中心部に近いところに位置しており、周辺には高知の市街地が広がる。
- 高知県立高知小津高等学校
- 高知大学教育学部附属小学校・高知大学教育学部附属中学校
- 高知市立城北中学校
- 高知城（約500メートル）
- 薫的神社
- 小津神社
- ダイレックス吉田店
- 高知県警察本部
- 高知宝町郵便局
- とさでん交通「宝町」、「東宝町」バス停

## 隣の駅
四国旅客鉄道（JR四国）
■土讃線
■普通
高知駅 (D45, K00) - 入明駅 (K01) - 円行寺口駅 (K02)